# ネコゼフネガイ
ネコゼフネガイ（猫背舟貝、学名Crepidula fornicataは、カリバガサガイ科Calyptraeidaeに属し、エゾフネガイやシマメノウフネガイと似た笠貝のような外観の約5cm以下の巻貝で、北西大西洋沿岸にすみ、他の貝に付着して生きる。

## 形態
貝殻は殻長約5cm以下の笠形で、やや弓なりにそり、付着する他の貝に合わせて変形する（fornicataは弓状の意）。殻の底面開口部は楕円形に近く、スリッパあるいは小さい甲板のあるボートのような形の隔壁で約半分が仕切られポケット状となり、その中に腹が収まる。殻頂は深くない。表面は平滑またはかすかに皺が寄り細かい毛が生える。外面に光沢は無く褐色の模様がある。内面はやや光沢があり褐色の斑点が見られる。隔壁は白色。頭部左右に触角があり、そのつけねの少し上に眼がある。右の触角のすぐ後ろにペニスがある。口吻は中央で縦に割れる。頭と足以外の内臓は左右非対称的。軟体と殻をつなぐ筋肉は背側と左右にあるが細い。鰓は外套腔内左前方に広がる。餌を嗅ぎ分けるための嗅検器は鰓の周縁の外套膜にはさまれた場所にある。雌性生殖口は乳頭状に突き出て、その近くに肛門がある。

## 生態
マガキや他の大型の巻貝に付着してくらす。海水を取り込んで宿主の排泄物や微生物を餌として摂取する。その際、鰓の上に生えた繊毛が餌の運搬に役立つ。雄性先熟の雌雄同体で、産卵期には成長度合いに応じてオスからメスへ性転換を行う。ネコゼフネガイ同士が積み重なることが多いが、一番下の大きいのがメス、一番上の小さいのはオスである。メスは卵のうを岩の上に産みつけ、孵化するまで卵を抱く。幼生は浮遊する。

## 分布
Crepidula属は、パナマ地峡の両岸に広く分布するが、そのうち本種はメキシコ湾岸からノバスコシア州にかけての大西洋岸で普通に見られ、近年生息域を拡大しつつある。

## 人との関係
カキ養殖場を乗っ取ってカキを厚く覆って窒息させることがある。小さいが味は良く、身も出し汁も食べられるので近年新たな食材と見なされ始めている。